# Günter Geißler
Günter Geissler, né le 19 décembre 1929 à Cottbus et mort le 16 juillet 2006 dans la même ville, est un chanteur allemand.

## Biographie
En 1950, il entre au conservatoire de Cottbus. Il étudie le chant jusqu'en 1956 aussi à Halle. À Halle, il obtient un premier engagement au théâtre de la ville.
Début 1957, il remporte le télé-crochet organisée par la télévision est-allemande. La même année, il fait une tournée avec le Rundfunk-Tanzorchester Leipzig.
En 1959, Gitarren klingen leise durch die Nacht est son premier succès. Cette chanson est aussi un succès à l'ouest avec Jimmy Makulis.
Son plus grand succès est Das schönste Mädchen der Welt en 1966, un titre qu'il a aussi écrit et composé.
Dans les années 1970 et 1980, Geissler fait de nombreux concerts et est présent dans les émissions de divertissement de la télévision est-allemande Amiga-Cocktail, Ein Kessel Buntes ou Da liegt Musike drin.
Il se retire de la scène au début des années 1990.
Le 16 juillet 2006, on retrouve son corps marqué de traces de strangulation et son cheval errant. Les circonstances laissent penser à un suicide.